# Je suis Charlie

Стандартное написание слогана с сайта Charlie Hebdo

«Je suis Charlie» ([ʒə sɥi ʃaʁ.li]; с фр. — «Я — Шарли») — слоган, ставший символом осуждения нападения террористов на редакцию французского сатирического журнала Charlie Hebdo, в результате которого погибли двенадцать сотрудников редакции.

## История
Автор фразы — французский дизайнер, художественный директор журнала Stylist Йоахим Ронсан (фр. Joachim Roncin).
Слоган начал использоваться в Twitter и широко распространился по сети Интернет. Сайт Charlie Hebdo был отключён вскоре после стрельбы, после включения единственная страница на нём содержала надпись Je suis Charlie на чёрном фоне — в переводе на семь языков:
- перс. من شارلی هستم ‎
- нем. Ich bin Charlie
- исп. Yo soy Charlie
- словац. Som Charlie Hebdo
- чеш. Jsem Charlie Hebdo
- араб. انا شارلي‎
- рус. Я Шарли Эбдо

Лозунг на разных языках на сайте журнала в день теракта
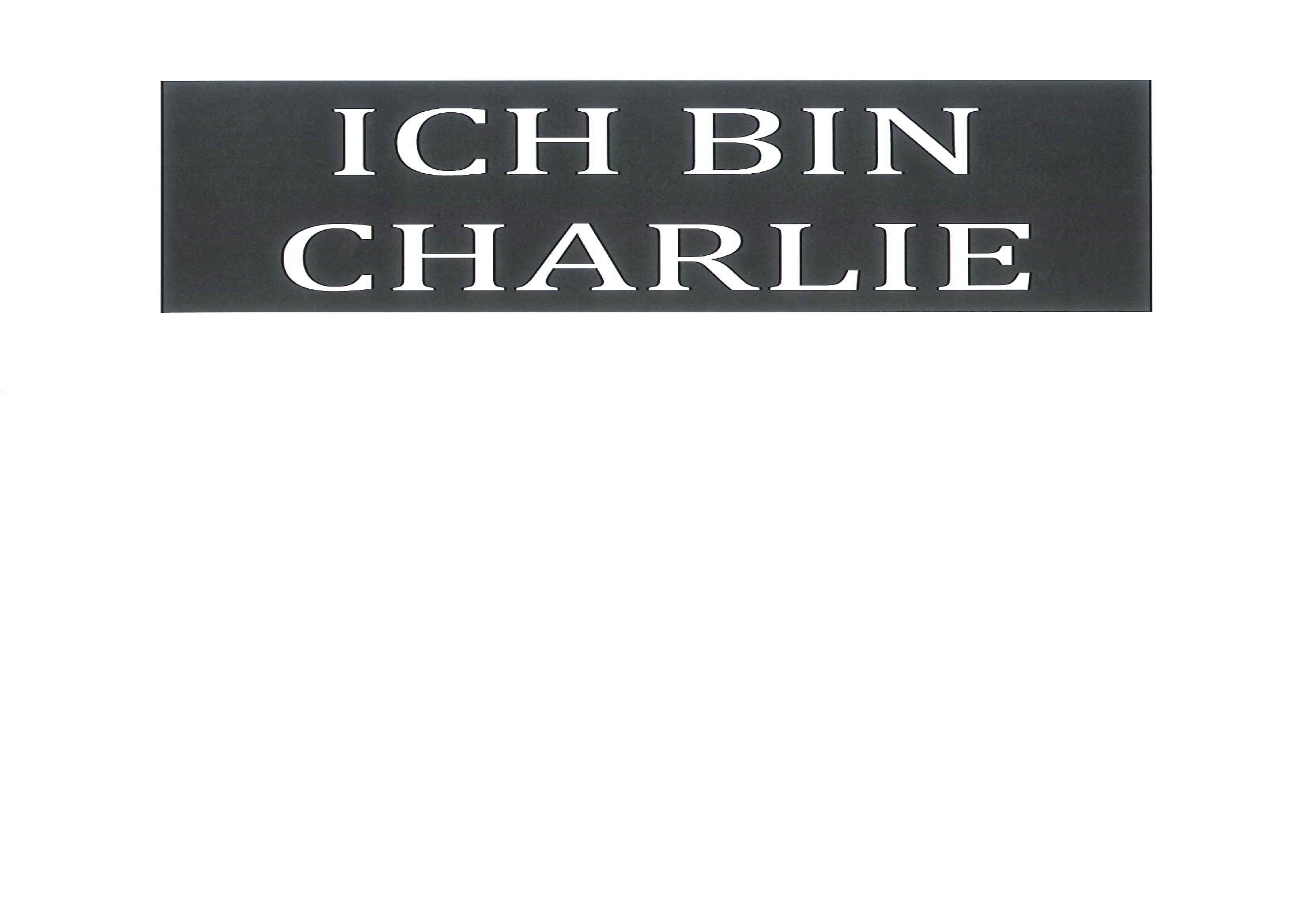
Немецкий
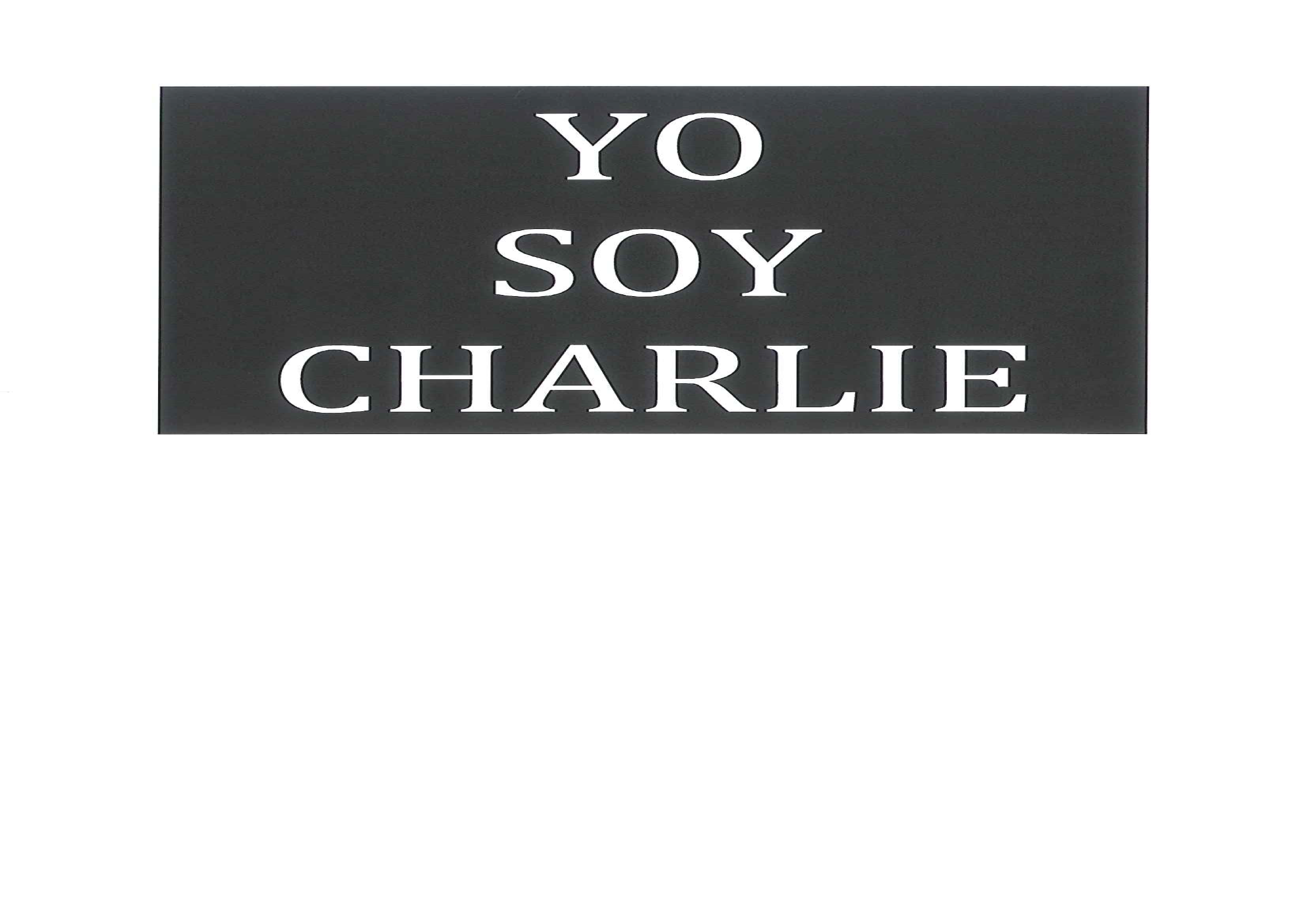
Испанский
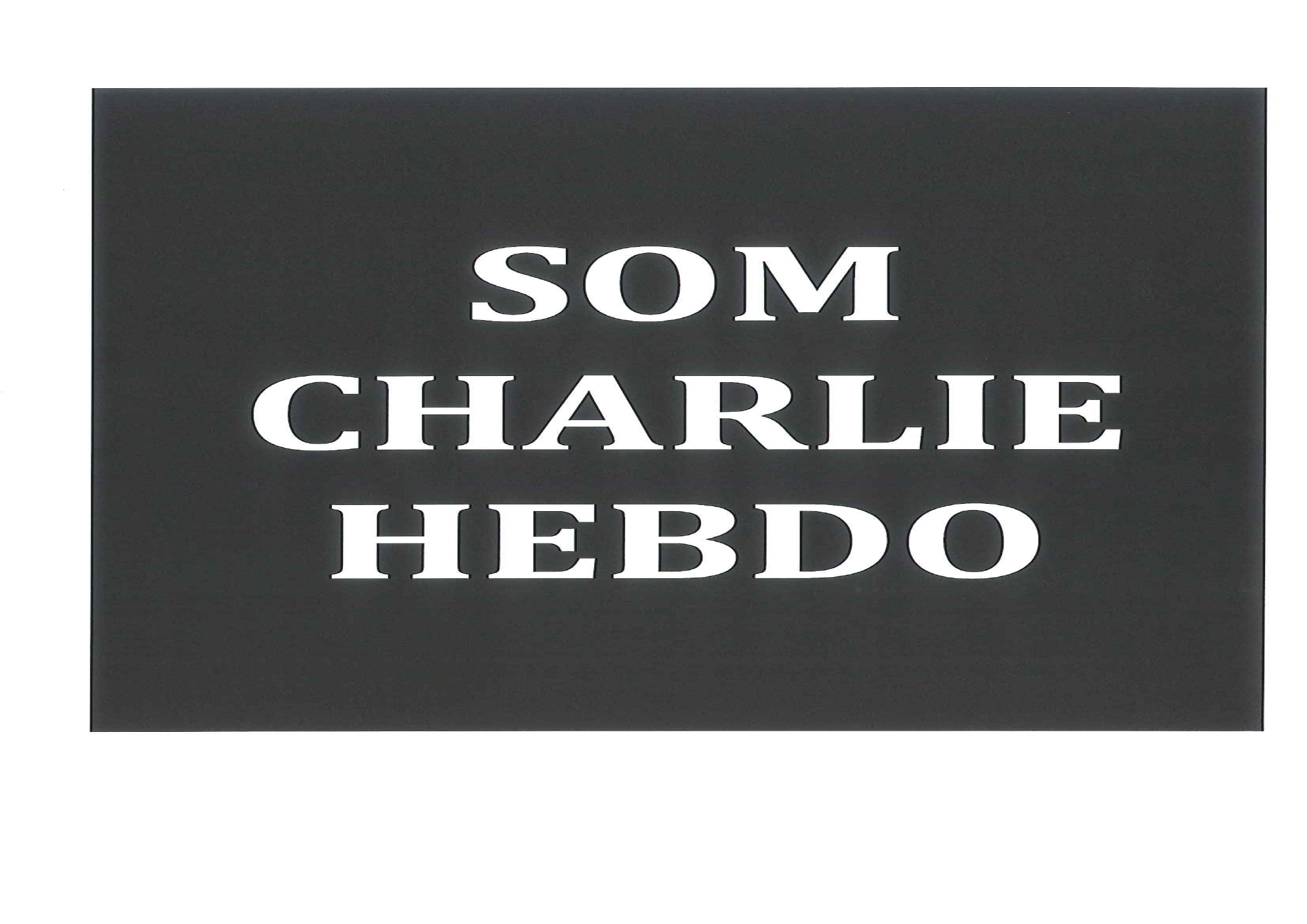
Словацкий
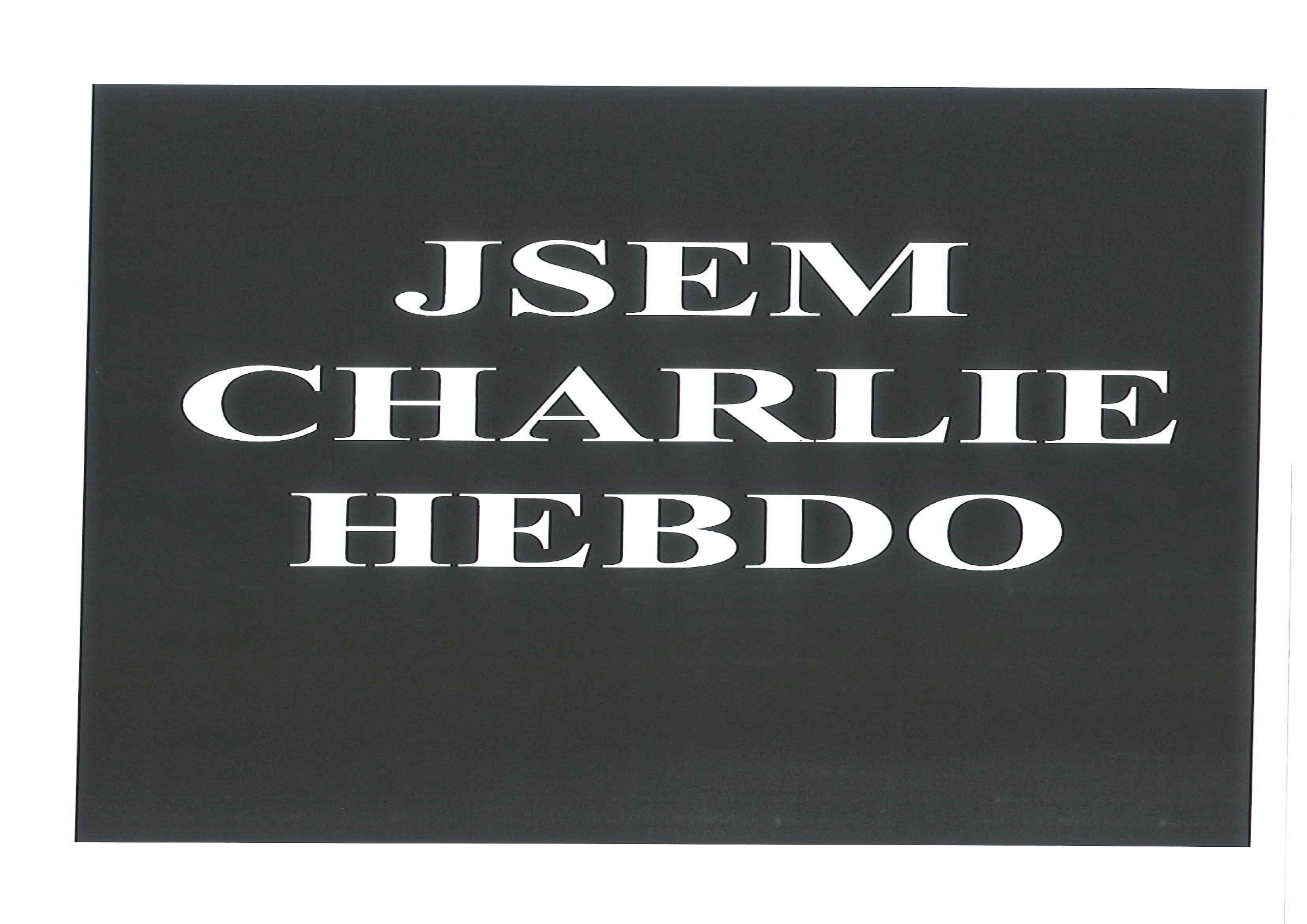
Чешский
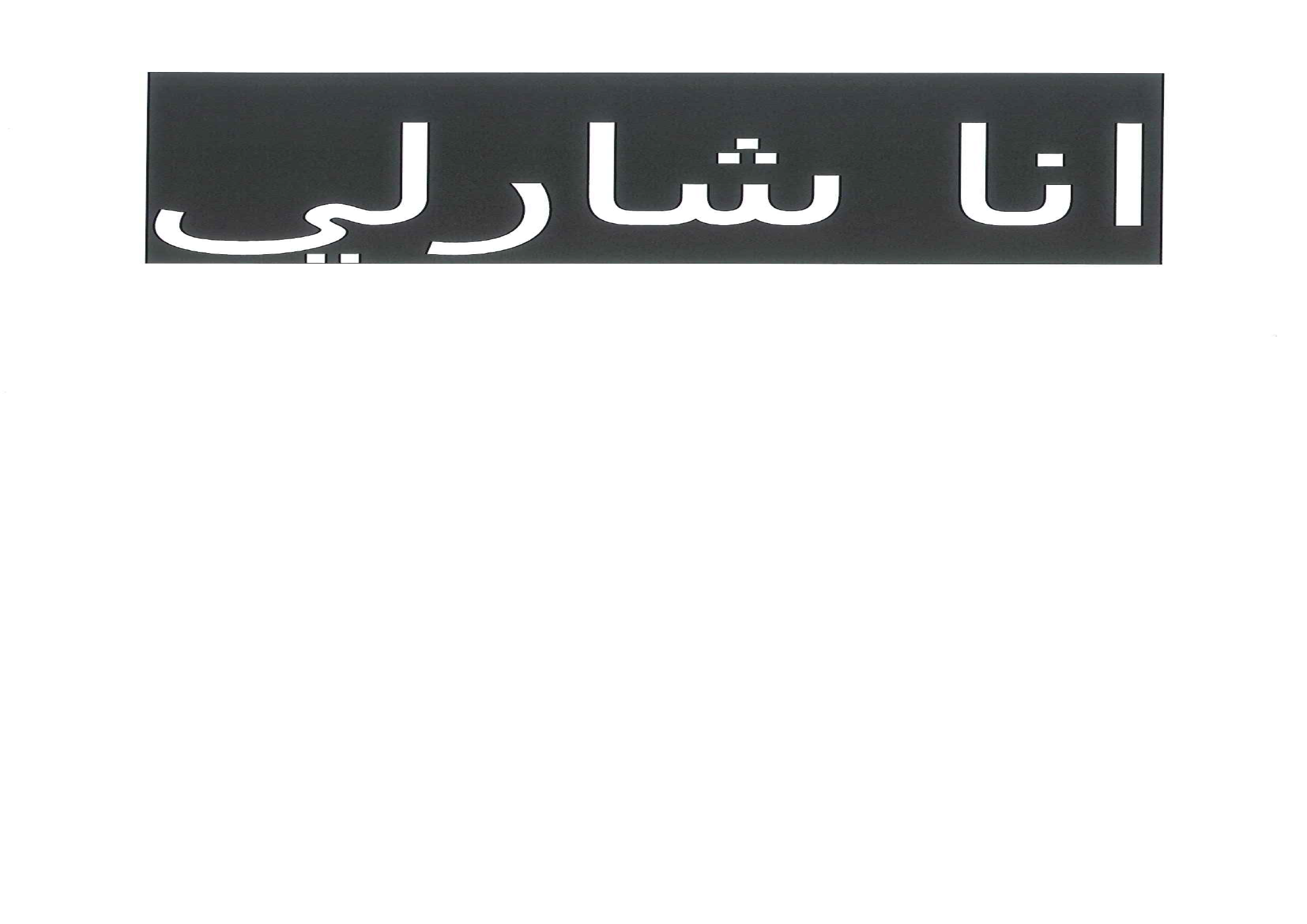
Арабский
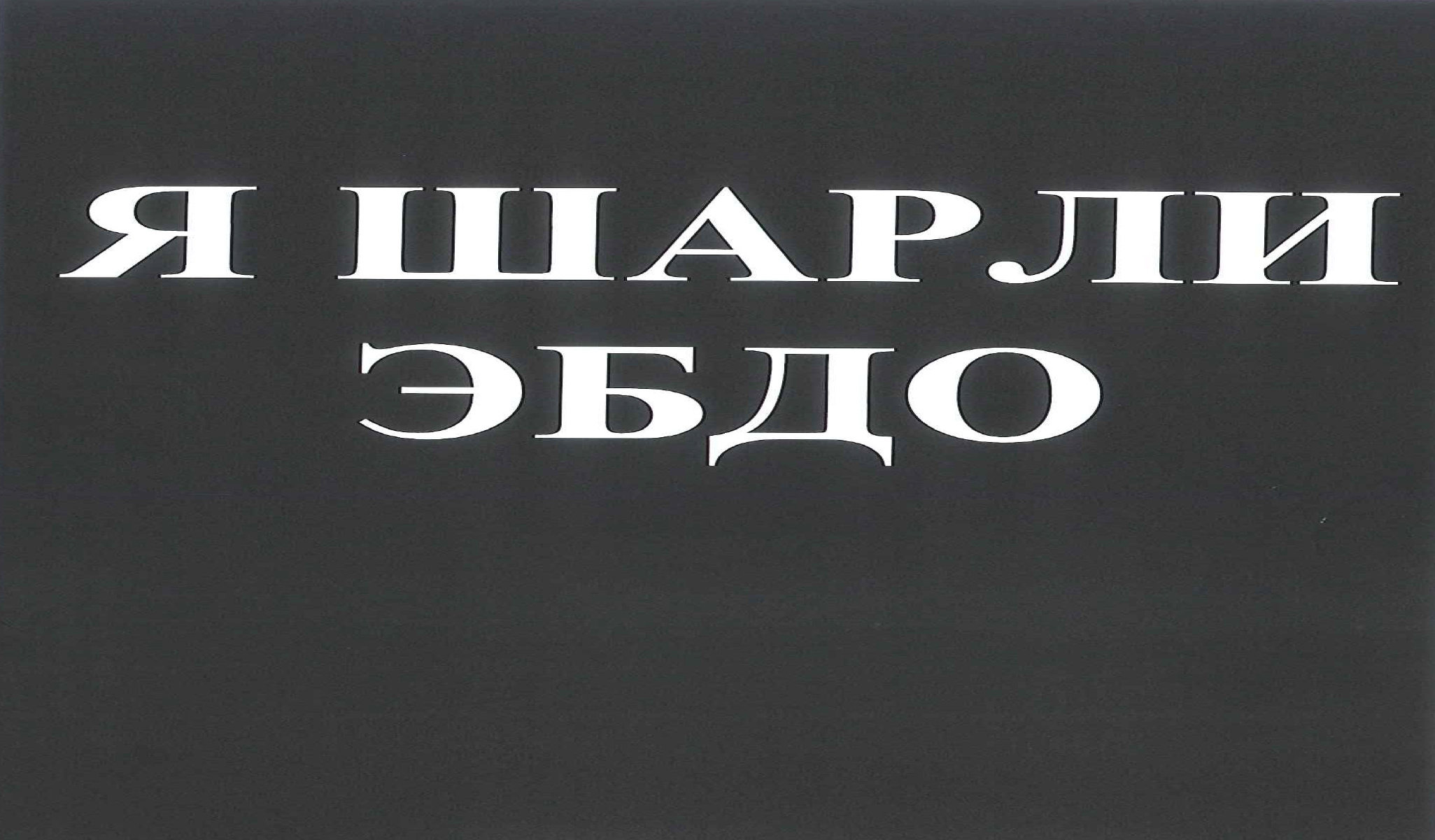
Русский

В течение недели после теракта французский Национальный институт интеллектуальной собственности (фр. Institut national de la propriété industrielle) получил свыше 50 запросов на регистрацию торговой марки Je suis Charlie и 14 января заявил о невозможности регистрации из-за широкого распространения лозунга в обществе.

## Символ протеста и солидарности
После нападения террористов фраза Je suis Charlie стала лозунгом защитников свободы слова во всем мире.
Слоган также используется в качестве хештега #jesuischarlie или #iamcharlie в Twitter'е, а также в виде наклеек, распечаток и баннеров. Распечатки со слоганом имелись у многих участников Маршей Республики, массовых выступлений в крупных городах Франции 10—11 января 2015. Эти выступления были посвящены памяти погибших журналистов и карикатуристов. Символизирующий солидарность с убитыми журналистами лозунг стал символом марша протеста против террора. Для удалённой поддержки маршей в память о жертвах терактов было создано мобильное приложение Je suis Charlie, объединившее десятки тысяч пользователей по всему миру.
В течение двух дней после стрельбы слоган стал одним из самых популярных в истории сети Twitter. Je suis Charlie упоминался в музыке, комиксах и мультфильмах (в том числе The Simpsons).
Автор «Газеты. Ru» А. Олейник считает одной из причин популярности лозунга его «укоренённость в национальной культуре протеста во Франции» — неявную и, возможно, неосознанную автором вербальную и визуальную перекличку с лозунгом времён майских событий 1968 года: «Nous sommes tous des Juifs allemands» («Мы все — немецкие евреи»), ставшего ответом на планируемую правительством высылку из страны Даниэля Кона-Бендита, немецкого студента с еврейскими корнями, одного из лидеров протестного движения. Олейник отмечает, что в лозунге 1968-го акцент сделан на коллективной солидарности, а в лозунге 2015-го — на солидарности личной: «Современное общество, в том числе и французское, становится всё более индивидуализированным. <…> „Мы все — Шарли“ (была и такая версия) в сегодняшнем контексте звучит менее уместно».
12 января Charlie Hebdo представил обложку номера, вышедшего 14 января, через неделю после стрельбы. На ней изображён пророк Мухаммед, проливающий слезы, со знаком Je suis Charlie в руках. Над рисунком надпись: «Всё прощено».
Отмечая, что лозунг «Я — Шарли» способствовал привлечению на марши рекордного для Франции количества людей (около 4 миллионов), критик «Газеты. Ru» рассматривает примеры его адаптации «к протестным культурам других стран».

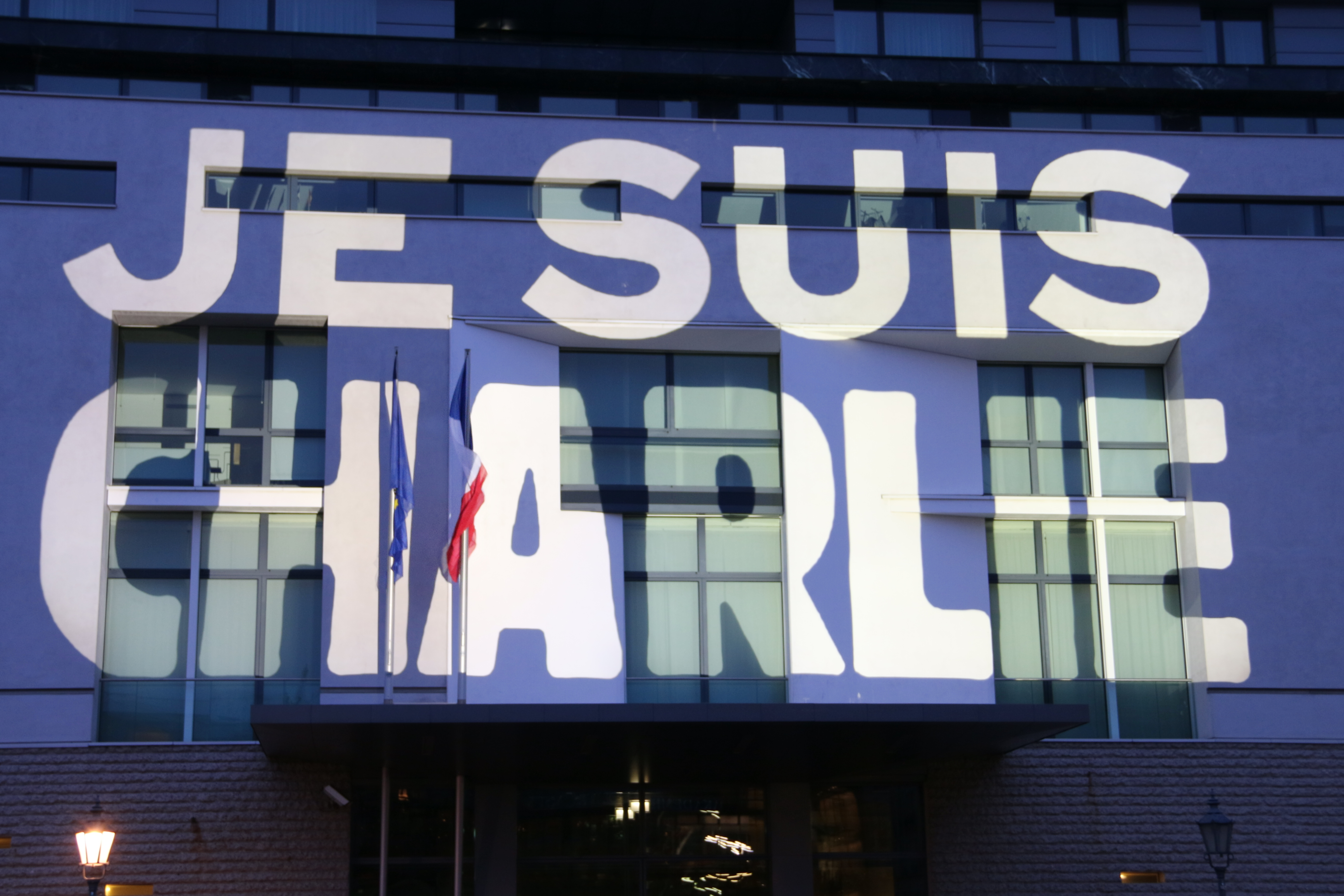
Здание посольства Франции в Берлине. 11 января 2015
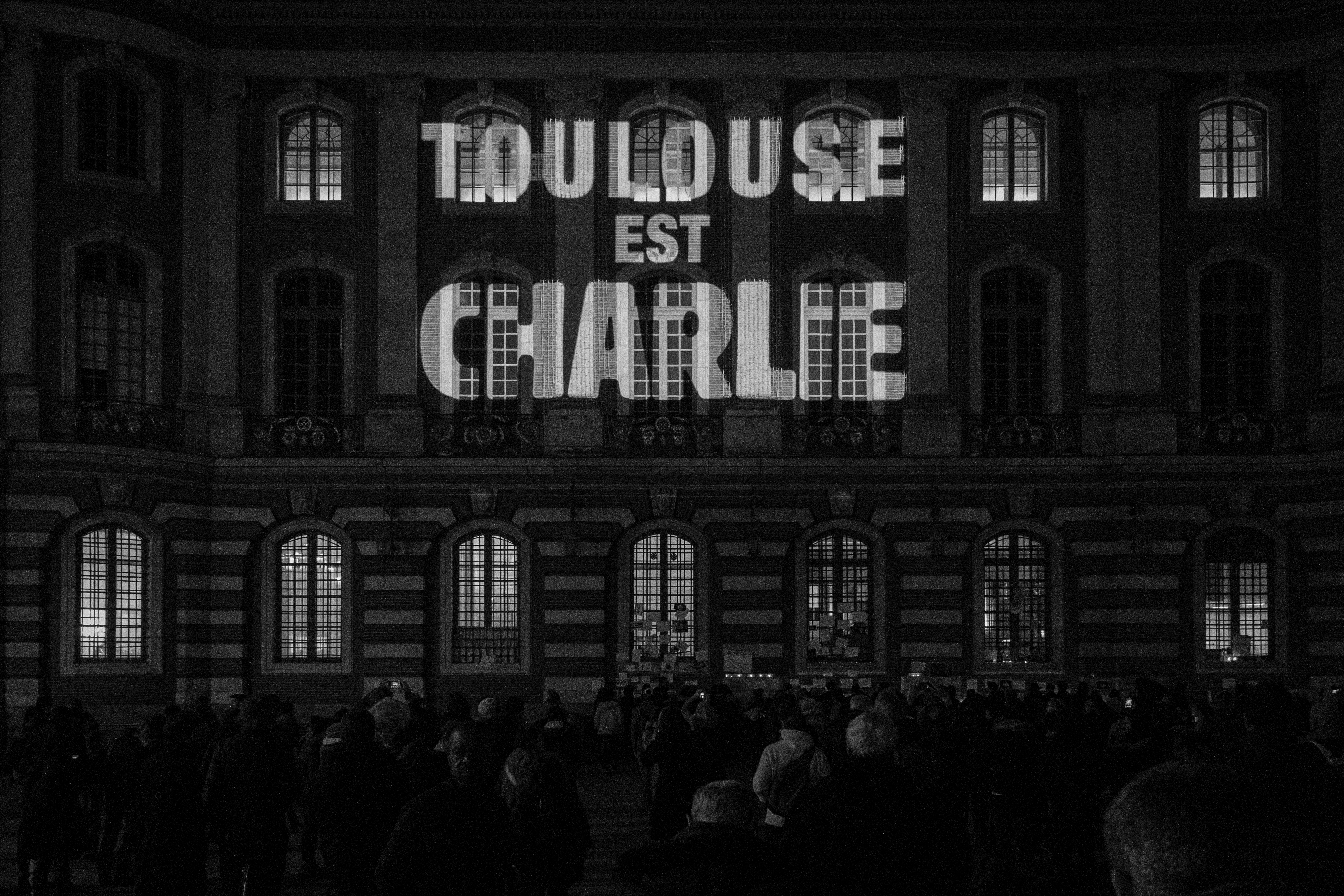
Тулуза. 10 января 2015
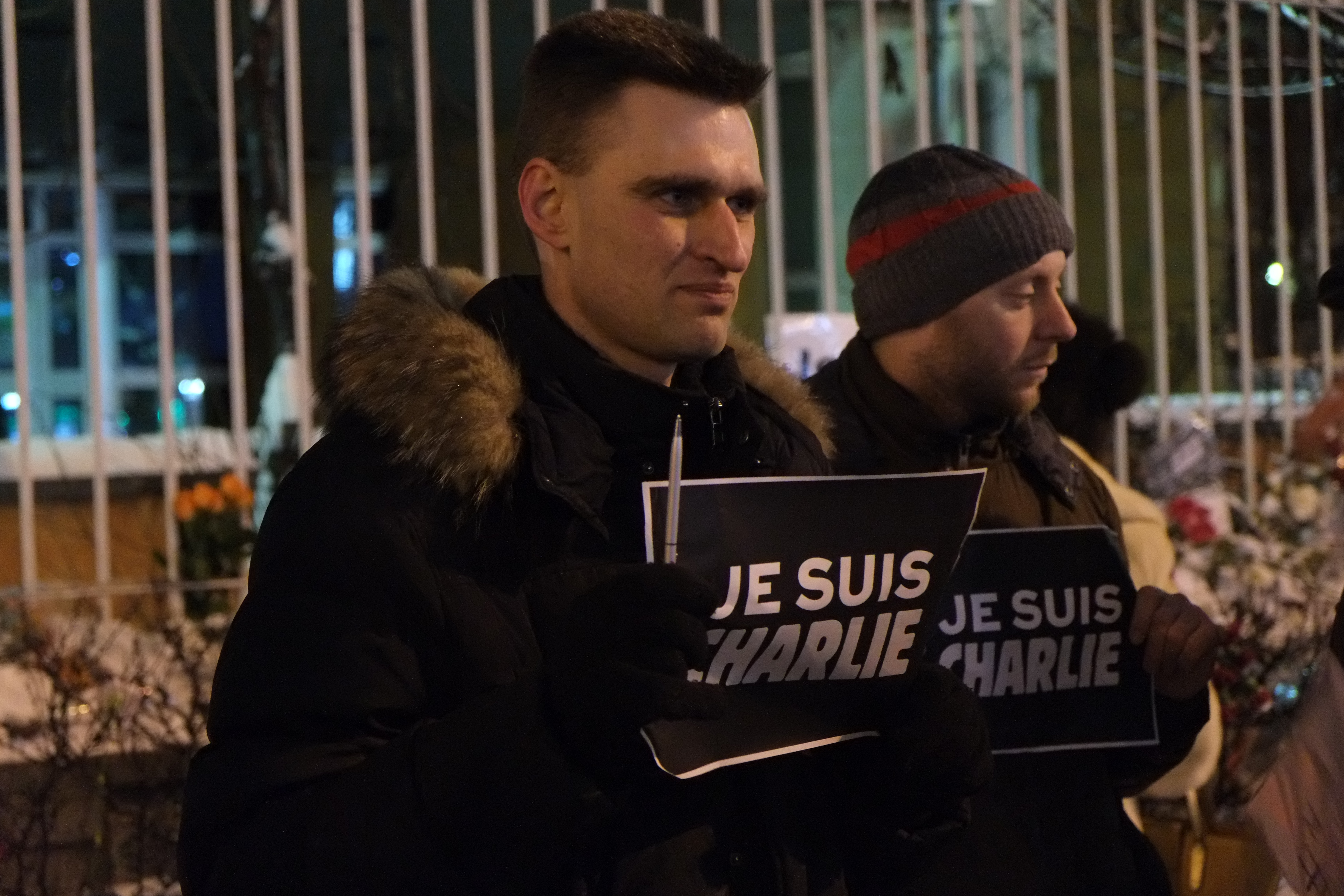
Москва. 11 января 2015
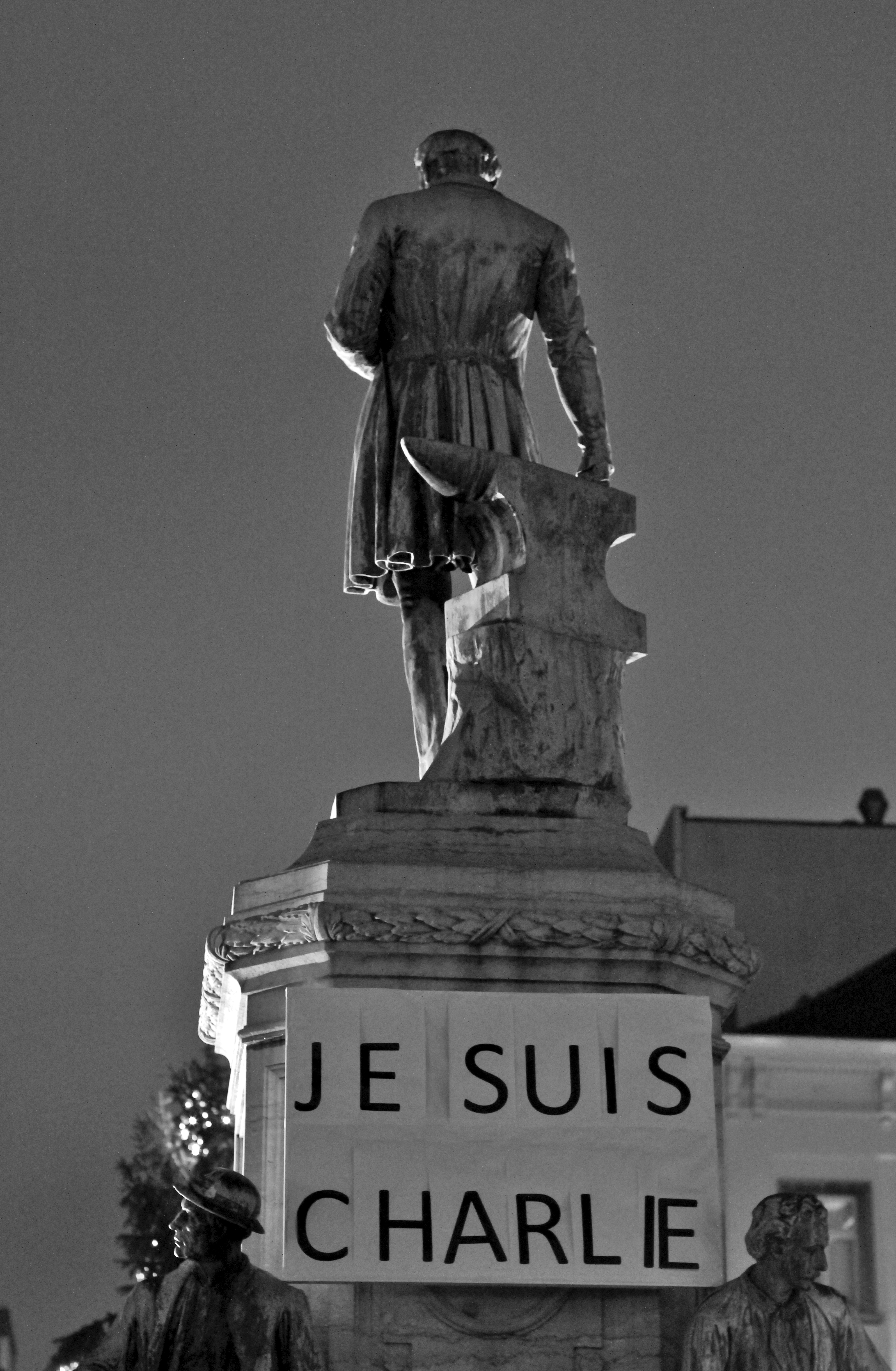
Брюссель. 7 января 2015

## Критика

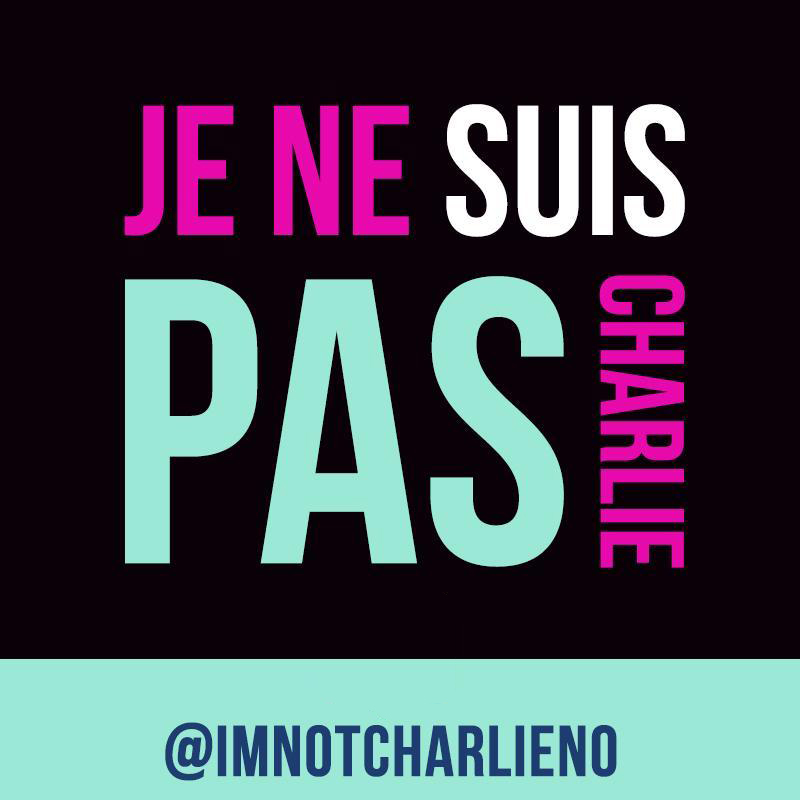
Вариант слогана Je ne suis pas Charlie в Twitter

Слоган вызвал не только одобрительную, но и протестную реакцию. Вслед за Je suis Charlie появился слоган  Je ne suis pas Charlie (с фр. — «Я не Шарли»), объединивший часть общества, считающую, что сочувствие жертвам теракта не означает поддержки политики журнала «Шарли Эбдо». Анализируя общественную рефлексию по поводу теракта, основой разделения на сторонников «Я — Шарли» и «Я — не Шарли» обозреватели полагают отношение к проблеме границ свободы.
Хештег «Я — не Шарли» вышел на первое место в русскоязычных социальных сетях после того, как «Шарли Эбдо» опубликовал карикатуры на катастрофу рейса 9268 над Синайским полуостровом, ставшую национальной трагедией в России.
По мнению автора Los Angeles Times С. Макдиси, лозунг Je suis Charlie «не только не решает серьёзные культурные и политические проблемы, <…> но и усугубляет их», не способствуя, а мешая дискуссии.
Аналитик Н. Леннард считает оба слогана неудачным ответом на парижскую трагедию, поскольку вместо призыва к диалогу сторон они переводят проблемы в плоскость противостояния («мы против них»).

### В России
Среди российской общественности нападение на редакцию Charlie Hebdo вызвало смешанную реакцию. Представитель Московского Патриархата заявил, что терроризм не может быть оправдан, но участники кампании «Je suis Charlie» ошибочно, по его мнению, ставят свободу слова выше чувств верующих.
10 января в Москве были задержаны гражданские активисты Владимир Ионов и Марк Гальперин, вышедшие с плакатами Je suis Charlie на Манежную площадь. Суд рассмотрел два административных материала по Гальперину: по части 2 статьи 20.2 Кодекса РФ об административных правонарушениях («организация либо проведение публичного мероприятия без подачи в установленном порядке уведомления») ему был назначен арест на 8 суток, по части 8 статьи 20.2 КоАП («повторное нарушение») — арест на 30 суток. Дадина суд приговорил к административному аресту на 15 суток по части 1 статьи 19.3 КоАП («неповиновение законному распоряжению сотрудника полиции»), а также к штрафу в размере 20 тысяч рублей по части 2 статьи 20.2 КоАП.

Событие привлекло внимание российских и международных правозащитных организаций. Был поставлен вопрос о том, «почему рядовых граждан осудили за одиночный пикет с плакатом „Я Шарли“, тогда как официальные лица РФ (как, например, глава МИД С. Лавров) выражали поддержку французскому народу после расстрела террористами редакции „Шарли Эбдо“»: 
Во Франции 4 миллиона человек вышли на улицы с лозунгом «Я Шарли», вышел президент страны, призвавший людей продемонстрировать свою гражданскую позицию, и это было расценено как символ единства страны. Два человека вышли в Москве в знак солидарности с погибшими и с тем же лозунгом и получили сроки.
По оценке главы движения «За права человека» и члена Московской Хельсинкской группы Льва Пономарёва, «подобные меры возбудят в людях чувство несправедливости».

### В Иране
В Тегеране по решению суда была закрыта газета Mardom-e Emruz, опубликовавшая на своих страницах слоган Je suis Charlie.

## Топоним
Лозунг дал имя находящейся напротив здания городской библиотеки площади Je suis Charlie (фр. Place Je suis Charlie) в коммуне Франции Ла-Трамблад (фр. La Tremblade) департамента Приморская Шаранта на западе Франции. Мэр города Жан-Пьер Талье (фр. Jean-Pierre Tallieu) сообщил о намерении проводить на площади ежегодные церемонии в память о погибших.

## Влияние
Украинские СМИ использовали различные варианты лозунга солидарности. 8 января 2015 года украинский блогер и общественный деятель Денис Казанский опубликовал пост «Мы все — протестанты из Славянска», напоминая об убийстве пятидесятников в Славянске; материал был переопубликован рядом СМИ. После обстрела автобуса под Волновахой 13 января 2015 года в украинских сетях началась акция «Я — Волноваха», инициатором которой стал находящийся в Мариуполе Дмитрий Корчинский, который первым разместил свою фотографию с этим лозунгом. На следующий день некоторые депутаты Верховной Рады пришли в парламент с плакатами «Я Волноваха». В дальнейшем 18 января в Киеве прошёл многочисленный марш под этим лозунгом, на который также пришли президент Пётр Порошенко и премьер-министр Арсений Яценюк с плакатами «Я Волноваха».
Схожие акции прошли в ряде городов после обстрела микрорайона «Восточный» в Мариуполе 24 января 2015 года под лозунгами «Я Мариуполь» (Je suis Mariupol).
В Москве после убийства Бориса Немцова прошла стихийная акция памяти с плакатами Je suis Boris.
Расположенное в Висбадене Общество немецкого языка (GfdS) присвоило фразе «Je suis Charlie» второе место при выборе «немецкого слова 2015 года» — более важным, по мнению экспертов организации, было только слово Flüchtlinge — «беженцы».
Лингвист Алексей Михеев отнёс фразу «Я — Шарли» к главным словам и выражениям 2015 года.